# Топ-Терек
Топ-Терек (кирг. Топ-Терек) — село в Кара-Сууском районе Ошской области Кыргызстана. Входит в состав Шаркского айылного аймака.

## География
Село расположено в северо-западной части области, на правом берегу реки Талдык, на расстоянии приблизительно 32 километров (по прямой) к юго-востоку от города Кара-Суу, административного центра района. Абсолютная высота — 1618 метров над уровнем моря.

## Население
Согласно оценочным данным Национального статистического комитета Кыргызской Республики, численность населения села на начало 2023 года составляла 766 человек.
| год     | 2009 | 2014 | 2015 | 2020 | 2021 | 2023 |
| ------- | ---- | ---- | ---- | ---- | ---- | ---- |
| человек | 507  | 627  | 643  | 728  | 764  | 766  |